# Rheinquartier

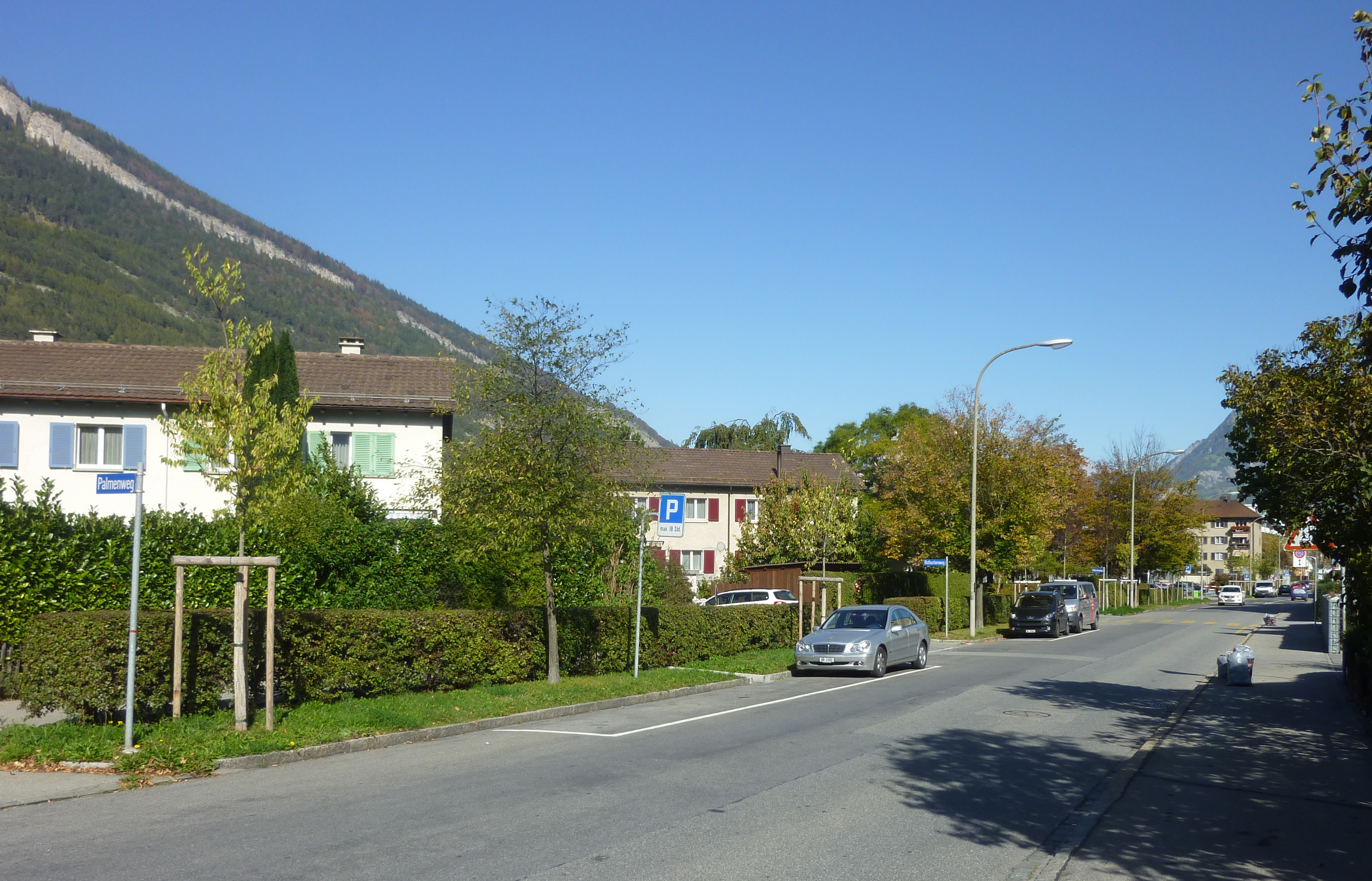
Im Rheinquartier

Das Rheinquartier ist ein Ortsteil in Chur im Kanton Graubünden in der Schweiz.

## Lage
Das Rheinquartier liegt im Nordwesten der Stadt. Es grenzt an die Quartiere Chur City, Dreibünden, Tittwiesen und im Westen an Industrie-Chur West, im Norden wird es durch den Rhein begrenzt.

## Infrastruktur
Das Rheinquartier ist in die kleineren Quartiere Scaletta, Südrhein, Westrhein, Au und Sardona unterteilt. Das Kleinquartier Scaletta ist für seine Wohnblöcke bekannt, Sardona für die Hochhäuser. Im Kleinquartier Au liegen am rechten Ufer des Rheins zahlreiche Schrebergärten.
Im Rheinquartier unterhält die Stadt Chur den Friedhof Daleu.

## Kirchen
Im Rheinquartier liegen die reformierte Comanderkirche und die römisch-katholische Erlöserkirche.
Koordinaten: 46° 52′ N, 9° 31′ O; CH1903: 758399 / 192002